# Turniej o Łańcuch Herbowy Miasta Ostrowa Wielkopolskiego 2014
Turniej o Łańcuch Herbowy Miasta Ostrowa Wielkopolskiego 2014 – turniej żużlowy, rozegrany po raz 61. w Ostrowie Wielkopolskim, w którym zwyciężył Rosjanin Grigorij Łaguta.

## Wyniki
- Ostrów Wielkopolski, 26 października 2014
- Frekwencja: 4000 widzów[1]
- NCD: Damian Baliński – 67,19 w wyścigu 5
- Sędzia: Krzysztof Meyze

| Msc. | Zawodnik                | Państwo      | Pkt  |             |  |
| ---- | ----------------------- | ------------ | ---- | ----------- |  |
| 1    | Grigorij Łaguta         | Rosja        | 14   | (3,2,3,3,3) |  |
| 2    | Nicklas Porsing         | Ostrów Wlkp. | 12+3 | (3,3,1,3,2) |  |
| 3    | Krzysztof Kasprzak      | Gorzów Wlkp. | 12+2 | (3,3,3,3,0) |  |
| 4    | Robert Miśkowiak        | Lublin       | 10   | (1,1,3,3,2) |  |
| 5    | Kamil Brzozowski        | Ostrów Wlkp. | 10   | (2,2,3,2,1) |  |
| 6    | Dawid Stachyra          | Rybnik       | 8    | (2,0,1,2,3) |  |
| 7    | Kamil Adamczewski       | Zielona Góra | 8    | (d,2,2,1,3) |  |
| 8    | Mateusz Szczepaniak     | Bydgoszcz    | 8    | (3,1,2,1,1) |  |
| 9    | David Bellego           | Ostrów Wlkp. | 7    | (0,3,1,0,3) |  |
| 10   | Damian Baliński         | Leszno       | 6    | (0,3,0,2,1) |  |
| 11   | Dawid Lampart           | Lublin       | 6    | (1,1,0,2,2) |  |
| 12   | Leon Madsen             | Dania        | 6    | (2,d,2,1,1) |  |
| 13   | Jakub Jamróg            | Łódź         | 5    | (2,0,0,1,2) |  |
| 14   | Artur Czaja             | Częstochowa  | 3    | (1,2,0,0,0) |  |
| 15   | Andžejs Ļebedevs        | Dyneburg     | 3    | (0,1,2,0,d) |  |
| 16   | Łukasz Sówka            | Rzeszów      | 2    | (1,0,1,0,0) |  |
|      | rez. Konrad Matuszewski | Ostrów Wlkp. | ns   |             |  |

Bieg po biegu
1. [68,06] Łaguta, Brzozowski, Lampart, Adamczewski
2. [67,31] Porsing, Jamróg, Miśkowiak, Ļebedevs
3. [67,91] Szczepaniak, Madsen, Czaja, Baliński
4. [67,66] Kasprzak, Stachyra, Sówka, Bellego
5. [67,19] Baliński, Brzozowski, Miśkowiak, Sówka
6. [67,78] Kasprzak, Czaja, Lampart, Jamróg
7. [68,59] Bellego, Adamczewski, Ļebedevs, Madsen
8. [67,87] Porsing, Łaguta, Szczepaniak, Stachyra
9. [69,57] Brzozowski, Madsen, Stachyra, Jamróg
10. [68,53] Miśkowiak, Szczepaniak, Bellego, Lampart
11. [69,06] Kasprzak, Adamczewski, Porsing, Baliński
12. [69,07] Łaguta, Ļebedevs, Sówka, Czaja
13. [69,25] Kasprzak, Brzozowski, Szczepaniak, Ļebedevs
14. [68,78] Porsing, Lampart, Madsen, Sówka
15. [68,47] Miśkowiak, Stachyra, Adamczewski, Czaja
16. [68,96] Łaguta, Baliński, Jamróg, Bellego
17. [69,13] Bellego, Porsing, Brzozowski, Czaja
18. [69,27] Stachyra, Lampart, Baliński, Ļebedevs
19. [69,79] Adamczewski, Jamróg, Szczepaniak, Sówka
20. [68,91] Łaguta, Miśkowiak, Madsen, Kasprzak
21. Wyścig dodatkowy: [69,12] Porsing, Kasprzak

Po zawodach rozegrano bieg pamięci Rifa Saitgariejewa: [70,16] Adamczewski, Czaja, Sówka, Matuszewski